# Glenea cyanura
Glenea cyanura là một loài bọ cánh cứng trong họ Cerambycidae.